# Molodoï (groupe)
Pour les articles homonymes, voir Molodoï.
Molodoï est un groupe de punk rock français, originaire de Paris et Dijon. Le groupe est formé par François Guillemot, ancien chanteur de Bérurier Noir, et les frères Berger en 1990. Il se sépare en 1996, après six ans d'existence.

## Biographie
Le groupe est formé en 1990, à Paris, par François Guillemot de Bérurier Noir au chant, Nanouche (Frédéric Berger) à la basse et son frère Spirou (Rémi Berger) à la guitare et à la boîte à rythmes, Nino, Vincent puis Fred à la batterie et enfin Pascal Kung Fu au saxophone. Le nom du groupe, tiré du vocabulaire du livre et du film Orange mécanique, signifie « jeune » en russe. Il s'inscrit dans les courants musicaux punk rock et Oi!, avec une teinte rock/ska sur certains titres. 
Toujours en 1990, Molodoï publie un premier album studio intitulé Irrécupérables sur le label Division Nada, fondé par François au sein de New Rose. Cet album traite notamment des orphelins roumains, des « politichiens » ou de la chute de Saïgon le 30 avril 1975, qui marque la fin de la guerre du Viêt Nam .
L'année suivante, le groupe sort Dragon libre, un deuxième album studio, toujours sur Division Nada et « conçu dans l'espoir qu'il porte chance aux peuples encore sous le joug du communisme. »
Peu après la sortie du deuxième opus, Molodoï signe avec le label Squatt, une filiale de Sony Music. Leur troisième album studio, Royaume de jeunesse, est publié en 1992, premier album studio chez Squatt. Vincent remplace temporairement Nino à la batterie, puis est lui-même remplacé par Fred. 
En 1993, ils enregistrent et publient leur premier album live, intitulé On est là !, à Agen. Le groupe retrouve ensuite Patrick Duffy (The Ruts) pour enregistrer son nouvel album, Tango Massaï, accompagné de Seamus (Madness) aux claviers. Cet album sera publié en 1995. De cet album est extrait le titre du groupe le plus connu du grand public, Âme errante. 
Le groupe se sépare six ans exactement après sa création, le 20 septembre 1996.
En 2021, les albums Irrécupérables, Dragon Libre et En Avant !!! sont désormais disponibles sur la plateforme musicale Spotify, ainsi que Soundcloud et Deezer.

## Discographie

### Singles
- 1990 : On est là
- 1991 : Soleil et acier
- 1991 : Vent d'est
- 1992 : La Boxe de l'ombre
- 1995 : Âme errante
- 1995 : Éléphant reggae
- 1996 : La Complainte des ouvriers
- ???? : Haute région (single sorti uniquement au Québec)

### Compilations
- 1991 : Live au Kremlin vol. 2
- 1991 : Génération perdue (Golan United)
- 1991 : Irrécupérables (uniquement sur la version CD)
- 1992 : Christmas Party
- 1992 : Les Flammes de la joie (Hooligan ska)
- 1992 : Une histoire sans lendemain (Oï and Ska)
- 1992 : Xmas Party
- 1993 : Dites-le avec des fleurs
- 1993 : Année zéro
- 1997 : Ils sont passés près de chez vous
- 1997 : Skalopards (live)
- 1997 : Une histoire sans lendemain (live)
- 2002 : Psikopat présente Le Pire Noël
- 2002 : Christmas party (3 min 53 s)